# Candidatures als Jocs Olímpics d'hivern de 2014
Set ciutats van presentar la seva candidatura als Jocs Olímpics i Paralímpics de 2014 (oficialment coneguts com a XXII Jocs Olímpics d'hivern i XI Jocs Paralímpics d'hivern) al Comitè Olímpic Internacional (COI). El comitè va preseleccionar tres d'aquestes - Sotxi, Pyeongchang i Salzburg - d'entre les quals va ser Sotxi l'escollida durant la votació final realitzada al juliol de 2007.
Les tres ciutats candidates, van lliurar, el 10 de gener de 2007, els seus expedients de candidatura al COI. De febrer a abril de 2007, la Comissió Avaluadora va visitar les ciutats candidates i preparar un informe d'avaluació, que va ser publicat un mes abans de l'elecció.
La votació va tenir lloc el 4 de juliol de 2007 a Ciutat de Guatemala (Guatemala) durant la 119a sessió del COI. La candidatura russa de Sotxi va vèncer a la sud-coreana de Pyeongchang per quatre vots a la segona ronda de votació, després que la ciutat austríaca de Salzburg fos eliminada en la primera ronda.

## Ciutats candidates
Es presentaren un total de set ciutats candidates a ser la seu dels Jocs Olímpics d'hivern de 2014:
| Ciutat      | Comitè        | Notes                                               |
| ----------- | ------------- | --------------------------------------------------- |
| Almati      | Kazakhstan    | primera candidatura d'una ciutat de l'Àsia central  |
| Borjomi     | Geòrgia       | primera candidatura d'una ciutat del Caucas         |
| Jaca        | Espanya       | ja havia estat candidata els anys 1998, 2002 i 2010 |
| Pyeongchang | Corea del Sud | ja havia estat candidata l'any 2010                 |
| Salzburg    | Àustria       | ja havia estat candidata l'any 2010                 |
| Sofia       | Bulgària      | ja havia estat candidata els anys 1992 i 1994       |
| Sotxi       | Rússia        | primera candidatura                                 |

## Avaluació de les ciutats candidates
Avaluació de les ciutats realitzada pel Comitè Olímpic Internacional:
|                                                           | Sotxi     | Salzburg  | Jaca      | Almati    | Pyeongchang | Sofia     | Borjomi   |
| --------------------------------------------------------- | --------- | --------- | --------- | --------- | ----------- | --------- | --------- |
| Suport del govern, opinió pública i legislació (valor: 2) | 6,6 · 7,5 | 6,6 · 7,2 | 7,3 · 8,1 | 4,7 · 5,9 | 7,9 · 8,5   | 5,1 · 6,4 | 4,5 · 5,6 |
| Infraestructura general (valor: 5)                        | 5,8 · 6,9 | 7,9 · 8,6 | 4,8 · 6,0 | 6,3 · 7,9 | 6,4 · 7,5   | 4,2 · 5,3 | 2,7 · 4,2 |
| Infraestructura esportiva (valor: 4)                      | 5,5 · 7,1 | 7,2 · 8,4 | 5,0 · 6,6 | 4,7 · 6,9 | 6,8 · 8,1   | 3,6 · 5,4 | 3,4 · 4,9 |
| Vila Olímpica (valor: 3)                                  | 7,4 · 8,6 | 7,9 · 8,9 | 4,2 · 6,5 | 6,5 · 8,0 | 5,2 · 7,2   | 4,8 · 6,5 | 5,5 · 7,2 |
| Impacte ambiental (valor: 2)                              | 4,9 · 6,6 | 7,8 · 8,7 | 5,2 · 6,6 | 4,9 · 6,6 | 6,4 · 8,0   | 2,5 · 4,5 | 2,0 · 4,5 |
| Capacitat hotelera (valor: 5)                             | 7,3 · 8,3 | 9,6 · 9,6 | 4,3 · 4,8 | 4,9 · 5,9 | 9,6 · 9,6   | 3,9 · 4,1 | 3,0 · 4,1 |
| Transport (valor: 3)                                      | 5,9 · 7,7 | 7,1 · 8,6 | 2,6 · 4,3 | 7,6 · 8,8 | 6,5 · 8,0   | 2,6 · 4,3 | 2,2 · 4,3 |
| Seguretat (valor: 3)                                      | 6,0 · 6,7 | 7,6 · 8,2 | 6,8 · 7,3 | 6,0 · 6,5 | 7,4 · 8,1   | 4,3 · 5,3 | 3,4 · 4,7 |
| Experiència esportiva (valor: 3)                          | 5,2 · 7,2 | 8,6 · 9,6 | 6,8 · 8,4 | 3,8 · 5,4 | 8,0 · 9,0   | 5,4 · 7,0 | 2,0 · 4,0 |
| Finançament (valor: 3)                                    | 6,0 · 6,8 | 7,0 · 8,0 | 6,5 · 8,0 | 5,6 · 6,8 | 6,2 · 7,6   | 4,6 · 5,8 | 2,8 · 3,5 |
| Projecte final i llegat (valor: 3)                        | 5,0 · 7,0 | 8,0 · 9,0 | 3,0 · 5,0 | 4,0 · 7,0 | 7,0 · 8,0   | 3,0 · 5,0 | 2,0 · 4,0 |

En finalitzar aquesta avaluació foren eliminades de la competició les ciutats d'Almati, Borjomi, Jaca i Sofia.

## BidIndex
El web GamesBids.com, creat l'any 1998 i especialitzat en les candidatures dels Jocs Olímpics, realitza periòdicament una anàlisi de les candidatures i les avalua assignant-los una puntuació (entre 0 i 100) d'acord amb les possibilitats d'elecció i les seves característiques tècniques.
| Candidatura | 28-Feb-06 | 20-Jun-06 | 10-Gen-07 | 4-Mar-07 | 27-Jun-07 |
| ----------- | --------- | --------- | --------- | -------- | --------- |
| Pyeongchang | 55,72     | 56'24     | 62'01     | 64'90    | 64'99     |
| Sotxi       | 56'71     | 57'51     | 62'98     | 60'95    | 63'17     |
| Salzburg    | 60'63     | 61'13     | 65'35     | 63'93    | 62'62     |
| Jaca        | 50'57     | 52'68     |           |          |           |
| Sofia       | 47'26     | 46'72     |           |          |           |
| Almati      | 40'98     | 42'28     |           |          |           |
| Borjomi     | 30'38     | 31'36     |           |          |           |

Font: BidIndex 2014

## Elecció
Hi va haver dues rondes de votació a la sessió per a escollir la seu dels Jocs. A la primera ronda, Pyeongchang va rebre 36 vots, dos més que Sotxi. Salzburg fou eliminada en rebre només 25 vots. A la segona ronda, Pyeongchang va obtenir 47 vots, quatre menys que Sotxi. D'aquesta manera, la ciutat russa es va convertir en seu dels Jocs Olímpics d'hivern de 2014.
| Ciutat      | Comitè        | 1a Ronda | 2a Ronda |
| Sotxi       | Rússia        | 34       | 51       |
| Pyeongchang | Corea del Sud | 36       | 47       |
| Salzburg    | Àustria       | 25       | -        |